# Lijst van voetbalinterlands Marokko - Zambia
Deze lijst van voetbalinterlands is een overzicht van alle officiële voetbalwedstrijden tussen de nationale teams van Marokko en Zambia. De landen speelden tot op heden twintig keer tegen elkaar. De eerste ontmoeting was een kwalificatiewedstrijd voor het Wereldkampioenschap voetbal 1974 op 21 oktober 1973 in Lusaka. Het laatste duel, een groepswedstrijd tijdens het African Championship of Nations 2024, werd gespeeld in Nairobi (Kenia) op 14 augustus 2025.

## Wedstrijden
| №  | Plaats         | Datum            | Competitie                           | Wedstrijd        | Uitslag |
| -- | -------------- | ---------------- | ------------------------------------ | ---------------- | ------- |
| 1  | Lusaka         | 21 oktober 1973  | WK 1974 kwalificatie                 | Zambia − Marokko | 4 − 0   |
| 2  | Tétouan        | 25 november 1973 | WK 1974 kwalificatie                 | Marokko − Zambia | 2 − 0   |
| 3  | Fez            | 16 november 1980 | WK 1982 kwalificatie                 | Marokko − Zambia | 2 − 0   |
| 4  | Lusaka         | 30 november 1980 | WK 1982 kwalificatie                 | Zambia − Marokko | 2 − 0   |
| 5  | Fez            | 16 augustus 1981 | Afrika Cup 1982 kwalificatie         | Marokko − Zambia | 2 − 1   |
| 6  | Lusaka         | 30 augustus 1981 | Afrika Cup 1982 kwalificatie         | Zambia − Marokko | 2 − 0   |
| 7  | Alexandrië     | 14 maart 1986    | Afrika Cup 1986                      | Zambia − Marokko | 0 − 1   |
| 8  | Rabat          | 8 januari 1989   | WK 1990 kwalificatie                 | Marokko − Zambia | 1 − 0   |
| 9  | Lusaka         | 25 juni 1989     | WK 1990 kwalificatie                 | Zambia − Marokko | 2 − 1   |
| 10 | Lusaka         | 4 juli 1993      | WK 1994 kwalificatie                 | Zambia − Marokko | 2 − 1   |
| 11 | Casablanca     | 10 oktober 1993  | WK 1994 kwalificatie                 | Marokko − Zambia | 1 − 0   |
| 12 | Bobo-Dioulasso | 9 februari 1998  | Afrika Cup 1998                      | Zambia − Marokko | 1 − 1   |
| 13 | Rabat          | 14 november 2001 | Vriendschappelijk                    | Marokko − Zambia | 1 − 0   |
| 14 | Fez            | 12 januari 2008  | Vriendschappelijk                    | Marokko − Zambia | 2 − 0   |
| 15 | Johannesburg   | 8 januari 2013   | Vriendschappelijk                    | Zambia − Marokko | 0 − 0   |
| 16 | Marrakesh      | 16 juni 2019     | Vriendschappelijk                    | Marokko − Zambia | 2 − 3   |
| 17 | Limbe          | 31 januari 2021  | African Championship of Nations 2020 | Marokko − Zambia | 3 − 1   |
| 18 | San-Pédro      | 24 januari 2024  | Afrika Cup 2023                      | Zambia - Marokko | 0 − 1   |
| 19 | Agadir         | 7 juni 2024      | WK 2026 kwalificatie                 | Marokko − Zambia | 2 − 1   |
| 20 | Nairobi        | 14 augustus 2025 | African Championship of Nations 2024 | Marokko − Zambia | 3 − 1   |

## Samenvatting
| Competitie                      | Totaal gespeeld | Winst Marokko | Gelijk | Winst Zambia | Doelsaldo Marokko – Zambia |
| ------------------------------- | --------------- | ------------- | ------ | ------------ | -------------------------- |
| WK-kwalificatie                 | 9               | 5             | 0      | 4            | 10 − 11                    |
| Afrika Cup                      | 3               | 2             | 1      | 0            | 3 − 1                      |
| Afrika Cup-kwalificatie         | 2               | 1             | 0      | 1            | 2 − 3                      |
| African Championship of Nations | 2               | 2             | 0      | 0            | 6 − 2                      |
| Vriendschappelijk               | 4               | 2             | 1      | 1            | 5 − 3                      |
| Totaal                          | 20              | 12            | 2      | 6            | 24 − 19                    |

## Details

### Veertiende ontmoeting
| Vriendschappelijk (Fez, Marokko, 12 januari 2008): |       |        |
| Marokko                                            | 2 – 0 | Zambia |
| Tarik Sektioui 51' (pen.) Soufiane Alloudi 60'     | goals |        |

FRMF · A-internationals · Bondscoaches · Marokkaans vrouwenelftal · Olympisch elftal · Lokaal · Marokko U23 · Marokko U21 · Marokko U20 · Marokko U19 · Marokko U18 · Marokko U17
1950 – 1959 ·
1960 – 1969 ·
1970 – 1979 ·
1980 – 1989 ·
1990 – 1999 ·
2000 – 2009 ·
2010 – 2019 ·
2020 − 2029
WK 1970 ·
WK 1986 ·
WK 1994 ·
WK 1998 ·
WK 2018 ·
WK 2022
OS 1964 ·
OS 1972 ·
OS 1984 ·
OS 1992 ·
OS 2000 ·
OS 2004 ·
OS 2012
1944 · 
1957 · 
1958 · 
1959 · 
1960 · 
1961 · 
1962 · 
1963 · 
1964 · 
1965 · 
1966 · 
1967 · 
1968 · 
1969 · 
1970 · 
1971 · 
1972 · 
1973 · 
1974 · 
1975 · 
1976 · 
1977 · 
1978 · 
1979 · 
1980 · 
1981 · 
1982 · 
1983 · 
1984 · 
1985 · 
1986 · 
1987 · 
1988 · 
1989 · 
1990 · 
1991 · 
1992 · 
1993 · 
1994 · 
1995 · 
1996 · 
1997 · 
1998 · 
1999 · 
2000 · 
2001 · 
2002 · 
2003 · 
2004 · 
2005 · 
2006 · 
2007 · 
2008 · 
2009 · 
2010 · 
2011 · 
2012 · 
2013 · 
2014 ·
2015 ·
2016 ·
2017 ·
2018 ·
2019 ·
2020 ·
2021 ·
2022 ·
2023 ·
2024
Albanië ·
Algerije ·
Angola ·
Argentinië ·
Armenië ·
Australië ·
Bahrein ·
België ·
Benin ·
Botswana ·
Brazilië ·
Bulgarije ·
Burkina Faso ·
Burundi ·
Canada ·
Centraal-Afrikaanse Republiek ·
Chili ·
China ·
Colombia ·
Comoren ·
Congo-Brazzaville ·
Congo-Kinshasa ·
Costa Rica ·
DDR ·
Denemarken ·
Duitsland ·
Egypte ·
Engeland ·
Equatoriaal-Guinea ·
Estland ·
Ethiopië ·
Finland ·
Frankrijk ·
Gabon ·
Gambia ·
Georgië ·
Ghana ·
Griekenland ·
Guinee ·
Guinee-Bissau ·
Hongkong ·
Ierland ·
India ·
Indonesië ·
Irak ·
Iran ·
Italië ·
Ivoorkust ·
Jamaica ·
Jemen ·
Joegoslavië ·
Jordanië ·
Kaapverdië ·
Kameroen ·
Kenia ·
Koeweit ·
Kroatië ·
Lesotho ·
Libanon ·
Liberia ·
Libië ·
Luxemburg ·
Malawi ·
Maleisië ·
Mali ·
Mauritanië ·
Mexico ·
Mozambique ·
Myanmar ·
Namibië ·
Nederland ·
Nieuw-Zeeland ·
Niger ·
Nigeria ·
Noord-Ierland ·
Noorwegen ·
Oeganda ·
Oekraïne ·
Oezbekistan ·
Oman ·
Palestina ·
Paraguay ·
Peru ·
Polen ·
Portugal ·
Qatar ·
Roemenië ·
Rusland ·
Rwanda ·
Saoedi-Arabië ·
Sao Tomé en Principe ·
Schotland ·
Senegal ·
Servië ·
Sierra Leone ·
Slowakije ·
Soedan ·
Somalië ·
Sovjet-Unie ·
Spanje ·
Syrië ·
Tanzania ·
Thailand ·
Togo ·
Trinidad en Tobago ·
Tsjechië ·
Tunesië ·
Uruguay ·
Verenigde Arabische Emiraten ·
Verenigde Staten ·
Zambia ·
Zimbabwe ·
Zuid-Afrika ·
Zuid-Jemen ·
Zuid-Korea ·
Zwitserland
België (2022) · 
Frankrijk (2022) ·
Iran (2018) · 
Kroatië (2022, 1) ·
Kroatië (2022, 2) ·
Portugal (2018) · 
Portugal (2022) ·
Spanje (2018) ·
Spanje (2022)
FAZ · 
A-internationals · 
Selecties · 
Statistieken · 
Zambiaans vrouwenelftal · 
Olympisch elftal · 
Zambia U21 · 
Zambia U20 · 
Zambia U18 · 
Zambia U17
1964 – 1979 ·
1980 – 1989 ·
1990 – 1999 ·
2000 – 2009 ·
2010 – 2019 ·
2020 − 2029
1964 ·
1965 ·
1966 ·
1967 ·
1968 ·
1969 ·
1970 ·
1971 ·
1972 ·
1973 ·
1974 ·
1975 ·
1976 ·
1977 ·
1978 ·
1979 ·
1980 ·
1981 ·
1982 ·
1983 ·
1984 ·
1985 ·
1986 ·
1987 ·
1988 ·
1989 ·
1990 ·
1991 ·
1992 ·
1993 ·
1994 ·
1995 ·
1996 ·
1997 ·
1998 ·
1999 ·
2000 ·
2001 ·
2002 ·
2003 ·
2004 ·
2005 ·
2006 ·
2007 ·
2008 ·
2009 ·
2010 ·
2011 ·
2012 ·
2013 ·
2014 ·
2015 ·
2016 ·
2017 ·
2018 ·
2019 ·
2020 ·
2021 ·
2022
Algerije · 
Angola ·
België ·
Benin ·
Botswana ·
Brazilië ·
Burkina Faso ·
Burundi ·
Chili ·
China ·
Comoren ·
Congo-Brazzaville ·
Congo-Kinshasa ·
Djibouti ·
Ecuador ·
Egypte ·
Equatoriaal-Guinea ·
Ethiopië ·
Gabon ·
Gambia ·
Ghana ·
Guinee ·
Guinee-Bissau ·
Honduras ·
India ·
Irak ·
Iran ·
Israël ·
Ivoorkust ·
Jamaica ·
Japan ·
Jemen ·
Jordanië ·
Kaapverdië ·
Kameroen ·
Kenia ·
Koeweit ·
Lesotho ·
Liberia ·
Libië ·
Madagaskar ·
Malawi ·
Mali ·
Marokko ·
Mauritanië ·
Mauritius ·
Mozambique ·
Namibië ·
Niger ·
Nigeria ·
Noord-Korea ·
Oeganda ·
Oman ·
Rusland · 
Rwanda ·
Saoedi-Arabië ·
Senegal ·
Seychellen ·
Sierra Leone ·
Soedan ·
Somalië ·
Swaziland ·
Tanzania ·
Togo ·
Tsjaad ·
Tunesië ·
Zimbabwe ·
Zuid-Afrika ·
Zuid-Korea
Ivoorkust (2012)